# The Evil of Frankenstein
The Evil of Frankenstein é um produção inglesa de terror produzida pela Hammer Film Productions de 1964, dirigida por Freddie Francis, estrelada por Peter Cushing.

## Sinopse
Uma das várias incursões da especialista Hammer Film Productions no filão Frankenstein, nos anos 50 e 60, em que a produtora se dedicou a filmes de terror. O Barão Frankenstein (Cushing), já conhecido por suas experiências com cadáveres, é obrigado a sair de um vilarejo. Acompanhado do assistente Hans (Elès), ele retorna ao castelo em ruínas, em Karlstaad, de onde fora expulso algumas vezes. O cientista e seu auxiliar descobrem o corpo de um monstro original preservado numa geladeira, mas após experimentá-lo, verificam que o cérebro foi lesado. Um encontro casual com Zoltan (Woodthorpe), praticamente do mesmerismo, faz com o que o barão o convença a recuperar o cérebro por hipnose. O que o cientista ignora é a intenção de Zoltan de submeter o monstro às suas ordens para se vingar das autoridades locais.

## Elenco
- Peter Cushing (Barão Victor Frankenstein)
- Peter Woodthorpe (Zoltan)
- Duncan Lamont (Chefe de polícia)
- Sandor Elès (Hans)
- Katy Wild (Rena)
- David Hutcheson (Burgomestre de Karlstaad)
- Kiwi Kingston (Criatura)